# Cosmo Tank
Cosmo Tank (コスモタンク?, Kosumo Tanku) è un videogioco sviluppato da Asuka Technologies e pubblicato dalla Atlus nel 1990 per Game Boy. La maggior parte dei livelli sono strutturati da sparatutto 2D, mentre alcuni sembrano 3D.
I livelli 2D furono progettati da Masami Satō, mentre quelli 3D da Hidehiko Harada.

## Modalità di gioco
Il giocatore controlla un veicolo corazzato da combattimento da una prospettiva in prima o in terza persona, a seconda del livello. Tutte le partite cominciano sulla superficie di un pianeta, con una visuale dall'alto. Quando il giocatore entra in un tunnel, la visuale passa in prima persona. Dopo aver distrutto il Life Core all'interno del tunnel, il giocatore parte alla volta di un nuovo pianeta, attraverso un livello a scorrimento verticale.
Cosmo Tank ha tre modalità. Nella modalità quest, lo scopo del gioco è quello di distruggere i Life Core alieni presenti su cinque pianeti per liberarli da Master Insect. I giocatori possono guadagnare esperienza e livelli nella modalità quest, sconfiggendo i nemici. Il numero massimo di esperienza che un giocatore può ottenere è 999, che permette al giocatore di raggiungere il livello massimo, ovvero il 6. Nella modalità allenamento, il giocatore può far pratica in un'area chiusa e riceve una valutazione. Nella modalità vs, il cavo Game Link viene utilizzato per consentire a due giocatori di affrontarsi in una gara a chi riesce a sconfiggere il leader alieno per primo.
Dopo aver terminato il gioco, o dopo un game over, il giocatore riceve un grado, che mostra a che punto è arrivato nel gioco e il suo punteggio. Il grado più basso del gioco è il "teschio e tibie incrociate"(che rappresenta una morte sul campo di battaglia).

## Accoglienza
Power Play diede a Cosmo Tank un punteggio complessivo di 62%.